# Мігель Борха
Мігель Борха (ісп. Miguel Borja, нар. 26 січня 1993, Тієрральта) — колумбійський футболіст, нападник аргентинського клубу «Рівер Плейт».
Виступав, зокрема, за клуби «Ліворно» та «Атлетіко Насьйональ», а також національну збірну Колумбії.
Володар Кубка Лібертадорес.

## Клубна кар'єра
Перший контракт уклав в 2011 року з клубом «Депортіво Калі».
Згодом з 2011 по 2013 рік на правах оренди грав у складі команд клубів «Кукута Депортіво», «Кортулуа» та «Ла Екідад».
До складу італійської команди «Ліворно» приєднався 2013 року. Відіграв за клуб з Ліворно наступний сезон своєї ігрової кар'єри.
Протягом 2014—2016 років на правах оренди захищав кольори клубів «Олімпо» та «Санта-Фе». Частину сезону 2016 відіграв за «Кортулуа».
2016 року уклав контракт з клубом «Атлетіко Насьйональ», у складі якого провів наступний рік своєї кар'єри гравця.
З 2017 виступає за «Палмейрас».

## Виступи за збірні
2013 року залучався до складу молодіжної збірної Колумбії. На молодіжному рівні зіграв у 15 офіційних матчах, забив 5 голів.
2016 року захищав кольори олімпійської збірної Колумбії. У складі цієї команди провів 3 матчі. У складі збірної — учасник футбольного турніру на Олімпійських іграх 2016 року у Ріо-де-Жанейро.
2016 року дебютував в офіційних матчах у складі національної збірної Колумбії. Наразі провів у формі головної команди країни 27 матчів, забив 8 голів.
| Дата       | Місто          | Господарі | Результат | Гості      | Турнір                  | Голи | Примітки |
| ---------- | -------------- | --------- | --------- | ---------- | ----------------------- | ---- | -------- |
| 10-11-2016 | Барранкілья    | Колумбія  | 0 – 0     | Чилі       | Відбір до ЧС 2018       | -    | 46'      |
| 26-1-2017  | Ріо-де-Жанейро | Бразилія  | 1 – 0     | Колумбія   | товариський матч        | -    | 69'      |
| 28-3-2017  | Кіто           | Еквадор   | 0 – 2     | Колумбія   | Відбір до ЧС 2018       | -    |          |
| 13-6-2017  | Хетафе         | Колумбія  | 4 – 0     | Камерун    | товариський матч        | -    | 46'      |
| 14-11-2017 | Чунцін         | КНР       | 0 – 4     | Колумбія   | товариський матч        | 2    | 46'      |
| 27-3-2018  | Лондон         | Колумбія  | 0 – 0     | Австралія  | товариський матч        | -    | 46'      |
| 1-6-2018   | Бергамо        | Єгипет    | 0 – 0     | Колумбія   | товариський матч        | -    | 81'      |
| 28-6-2018  | Самара         | Сенегал   | 0 – 1     | Колумбія   | ЧС 2018 - груповий етап | -    | 89'      |
| 11-10-2018 | Тампа          | США       | 2 – 4     | Колумбія   | товариський матч        | 1    | 76'      |
| 16-10-2018 | Гаррісон       | Колумбія  | 3 – 1     | Коста-Рика | товариський матч        | -    | 82'      |
| Усього     |                | Матчів    | 10        |            | Голів                   | 3    |          |

## Досягнення

### Командні
«Санта-Фе»
- Володар Південноамериканського кубка: 2015
- Переможець Суперліги Колумбії: 2015

«Атлетіко Насьйональ»
- Володар Кубка Лібертадорес: 2016
- Володар Кубка Колумбії: 2016

«Палмейрас»
- Чемпіон Бразилії: 2018

«Хуніор де Барранкілья»
- Переможець Суперліги Колумбії: 2020

«Рівер Плейт»
- Чемпіон Аргентини: 2023
- Володар Суперкубка Аргентини: 2023

### Збірні
- Бронзовий призер Кубка Америки: 2021
- Чемпіон Південної Америки (U-20): 2013

### Особисті
- Футболіст року в Південній Америці: 2016
- Найкращий бомбардир Кубка Лібертадорес: 2018